# Alexandr Grebeňuk
Alexandr Grebeňuk (rusky Александр Васильевич Гребенюк) (* 22. května 1951) je bývalý sovětský atlet, mistr Evropy v desetiboji z roku 1978.
V roce 1976 startoval na olympiádě v Montrealu, kde v soutěži desetibojařů obsadil deváté místo. O dva roky později se v Praze stal mistrem Evropy v desetiboji. Jeho osobní rekord 8400 bodů pochází z roku 1977, tehdy znamenal nejlepší světový výkon v daném roce.